# Юша
 Юша  — горный хребет на Южном Урале. Находится на территории Белорецкого района Республики Башкортостан.
Хребет Юша Башкирского (Южного) Урала протянулся по меридиану между рек Инзер и Малый Инзер в Белорецком районе Башкортостана. Находится на территории заповедника «Южно-Уральский».
Длина — 9 км, ширина — 3 км. Максимальная высота — 1109 (гора Каинтюбе). Имеется 5 вершин высотой от 857 до 1109 м. — гора Караташ (1103 м), гора Дунансунган (1093 м) и урочища Акхарак, Васильевская Поляна.
Хребет Юша сложен породами машакской (кварцевые песчаники, конгломераты, аргиллиты, базальты, риолиты) и юшинской (алевролиты, песчаники, глинистые сланцы) свитами нижнего и среднего рифея.
Даёт начало рекам Куязъелга, Майгаштаелга (притоки реки Инзер).
Ландшафты — темнохвойные еловопихтовые леса, подгольцовые луга на тундровых, лесных бурых, луговых горных почвах.

## Топонимика
Название хребта переводится с башкирского — яшма, яшмовый.